# Alexandru Mărgineanu
Alexandru Mărgineanu (n. 24 februarie 1871 - d. 1930) a fost unul dintre generalii Armatei României din Primul Război Mondial. 
A îndeplinit funcția de comandant de divizie în campaniile anilor 1916 și 1917.

## Cariera militară
După absolvirea școlii militare de ofițeri cu gradul de sublocotenent, Alexandru Mărgineanu a ocupat diferite poziții în cadrul unităților de infanterie sau în eșaloanele superioare ale armatei, cele mai importante fiind cele de comandant al Regimentului 29 Infanterie, șef de stat major al Diviziei 5 Infanterie sau șef de stat major al Corpului 3 Armată.
În perioada Primului Război Mondial, îndeplinit funcția de: comandant al Diviziei 3 Infanterie, în perioada 20 noiembrie 1916 - 28 octombrie 1918 distingându-se în cursul Bătăliei de la Mărăști din anul 1917.
A fost decorat cu Ordinul „Mihai Viteazul”, clasa III, pentru modul cum a condus Divizia 3 Infanterie în Bătălia de la Mărăști.
„Pentru destoinicia cu care a condus operațiile diviziei sale, în luna iulie 1917.”
Înalt Decret no. 715 din 18 iulie 1917:p. 89
A încetat din viață în anul 1930, fiind înmormântat în Mausoleul de la Mărăști.

## Decorații
- Ordinul „Coroana României”, în grad de comandor (1910)[1]:p. 437
- Ordinul „Mihai Viteazul”, clasa III, 18 iulie 1917[7]:p. 89